# Aries Toledo
Aries Toledo (* 2. November 1993 in Cuyapo) ist ein philippinischer Leichtathlet, der sich auf den Zehnkampf spezialisiert hat und den nationalen Rekord in dieser Disziplin hält.

## Karriere
Erste internationale Erfahrungen sammelte Melvin Calano im Jahr 2017, als er bei den Südostasienspielen in Kuala Lumpur mit neuem Landesrekord von 7433 Punkten die Goldmedaille im Zehnkampf gewann und mit der philippinischen 4-mal-400-Meter-Staffel in 3:08,42 min die Silbermedaille hinter den Teams aus Thailand und Vietnam gewann. Im Jahr darauf nahm er erstmals an den Asienspielen in Jakarta teil, konnte dort seinen Wettkampf aber nicht beenden, wie auch bei den Leichtathletik-Asienmeisterschaften 2019 in Doha. Im Dezember verteidigte er dann bei den Südostasienspielen in Capas mit 7033 Punkten seinen Titel im Zehnkampf und 2022 musste er sich bei den Südostasienspielen in Hanoi trotz neuen Landesrekords von 7469 Punkten dem Thailänder Suttisak Singkhon geschlagen geben. Im Jahr darauf gewann er bei den Südostasienspielen in Phnom Penh mit 6891 Punkten die Bronzemedaille hinter dem Thailänder Suttisak Singkhon und seinem Landsmann Janry Ubas.

## Persönliche Bestleistungen
- Zehnkampf: 7469 Punkte: 15. Mai 2022 in Hanoi (philippinischer Rekord)